# Нежинский консервный завод
Нежинский консервный завод (укр. Ніжинський консервний завод) — предприятие пищевой промышленности в городе Нежин Черниговской области, наиболее известное как производитель маринованных огурцов.

## История

### 1927—1991
Предприятие было создано в 1927 году как засолочный пункт и в дальнейшем преобразовано в овощеперерабатывающий завод.
В ходе боевых действий Великой Отечественной войны и в период немецкой оккупации завод пострадал, но после окончания войны в соответствии с четвёртым пятилетним планом восстановления и развития народного хозяйства СССР был восстановлен и вновь введён в строй под наименованием Нежинский овощеконсервный завод.
В 1970-е годы основной продукцией предприятия являлись консервированные нежинские огурцы и другие овощные консервы.
В 1974 году Нежинский консервный комбинат стал головным предприятием Нежинского производственно-аграрного объединения консервной промышленности (в состав которого также вошли два совхоза и филиал центрального предприятия).
По состоянию на начало 1982 года, производственные мощности предприятия включали в себя шесть основных цехов (причём консервный и засолочный цеха были оборудованы поточно-механическими линиями) и несколько вспомогательных цехов и структурных подразделений. Ассортимент выпускаемой продукции включал плодоовощные консервы (в том числе, нежинские огурцы), а также солёные овощи, квашеные овощи и фруктовые соки.
В середине 1980-х годов ежегодные объёмы производства комбината составляли 30 тыс. банок консервированных огурцов, 3 млн банок маринованных огурцов и 10 тыс. тонн солёных огурцов, выпускаемая продукция продавалась на всей территории СССР и экспортировалась в ГДР, ФРГ, Англию, Бельгию, Францию, Финляндию и Йемен.
В советское время комбинат входил в число ведущих предприятий города, на балансе предприятия находились объекты социальной инфраструктуры.

### После 1991 года
После провозглашения независимости Украины государственное предприятие было преобразовано в арендное предприятие.
В мае 1995 года Кабинет министров Украины утвердил решение о приватизации комбината в течение 1995 года.
В дальнейшем комбинат был признан банкротом и реорганизован в ООО «Нежинский консервный завод», в 2000 году завод вошёл в состав группы компаний Fozzy Group. В 2005 году производственные мощности предприятия обеспечивали возможность производства до 22 млн условных банок консервов за сезон, но были задействованы только на 20 %.
По состоянию на начало 2013 года завод входил в число ведущих предприятий города и специализировался на производстве овощных консервов.

## Современное состояние
Завод производит 55 наименований фасованных продовольственных товаров в вакуумной упаковке под торговой маркой «Грінвіль» (солёные помидоры и огурцы, квашеная капуста, морская капуста, салаты) и свыше 40 наименований иных продовольственных товаров под торговой маркой «Ніжин» (овощные закуски, салаты, гарниры, икра, маринады, соусы и соки).
Производственные мощности предприятия включают в себя 11 производственных линий (три линии по засолке, две — по производству маринадов, две — по производству салатов, одна — для икры, одна для сока, а также две упаковочные линии).

## Известные сотрудники
- Корпан, Александр Тихонович (1915—2002) — главный технолог (1960—1975), Герой Социалистического Труда.